# Емре Алтуґ
Ніязі Емре Алтуґ (тур. Niyazi Emre Altuğ, нар. 14 квітня 1970, Левент, Стамбул) — турецький актор і співак.

## Життєпис
Емре Алтуґ народився в Левенті, район Бешикташ, Стамбул і є другою дитиною у сім'ї домогосподарки та дантиста. Його родина походить з Ніґде.
Закінчив театральний факультет Державної консерваторії Стамбульського університету. Найбільш відомий за фільмами, театральними сценками «Güldür Güldür» (у різних ролях) і за серіалом «Tatlı Hayat», турецьким ремейком «Джефферсонів», а також за молодіжними серіалами «Lise Defteri», «Elde Var Hayat» та фантастичним дитячим серіалом «Sihirli Annem».
Він грав на сцені в різних виставах і був бек-вокалістом таких відомих артистів, як Сезен Аксу, Сертаб Еренер, Левент Юксель і Нілюфер, допоки не випустив свій перший альбом під назвою İbreti Alem. Це сталося 28 серпня 1998 року.
В липні 2000 року Емре записав музичну композицію під назвою «Bir de bana sor» для альбому Меліха Кібара «Yadigar». Пісня стала хітом на радіостанціях. Його другий альбом, «Sıcak», був випущений 3 березня 2003 року. Трохи згодом, Алтуґ почав з'являтися в рекламі, телевізійних і художніх фільмах, таких як «Kolay Para». Його третій альбом «Dudak Dudağa» вийшов у 2004 році, а роком пізніше вийшов «Sensiz Olmuyor». Пісня, на честь якої був названий альбом, стала темою телевізійного серіалу з такою ж назвою («Sensiz Olmuyor»), в якому Емре зіграв головного героя. Серіал вийшов на Show TV.
12 червня 2007 року Емре випустив ще один альбом «Kişiye Özel». Він також планував випустити англомовний альбом, для чого їздив до США і планував розпочати роботу з Марком Фейстом і Деймоном Шарпом, які визнали вокал Емре видатним і почали працювати над записом чотирьох музичних композицій з ним.
В серпні 2008 року Алтуґ одружився із турецькою моделлю Чагли Шикель, з якою у нього народилося двох синів. Пара розлучилася в 2015 році.

## Дискографія

### Альбоми
| Рік  | Назва композиції          | Лейбл                        | Найменування англійською мовою |
| ---- | ------------------------- | ---------------------------- | ------------------------------ |
| 1998 | İbret-i Alem              | Topkapı Müzik/Prestij Müzik  | A Lesson To Everyone           |
| 2003 | Sıcak                     | DSM/Raks Müzik/Prestij Müzik | Hot                            |
| 2004 | Dudak Dudağa              | DSM                          | Lips To Lips, Sales: 115,000   |
| 2005 | Sensiz Olmuyor            | DMC                          | Can't Do Without You           |
| 2007 | Kişiye Özel               | DMC                          | Personal                       |
| 2011 | Zil                       | DSM                          | Bell                           |
| 2017 | Yıldırım Gürses Şarkıları | Poll Production              | Yıldırım Gürses Songs          |

### EPs
| Рік  | Назва композиції  | Лейбл           | Найменування англійською мовою |
| ---- | ----------------- | --------------- | ------------------------------ |
| 2010 | Emre Altuğ'dan    | DSM             | From Emre Altuğ                |
| 2013 | Hangimiz Tertemiz | DSM             | Which One of Us is Immaculate? |
| 2016 | Çıta              | Poll Production | Cheetah                        |
| 2022 | Aşk İçin (Live)   | Emre Altuğ      | For Love                       |
| 2022 | Dans İçin (Live)  | Emre Altuğ      | For Dance                      |

### Сингли
| Рік  | Назва композиції                  | Лейбл              | Найменування англійською мовою |
| ---- | --------------------------------- | ------------------ | ------------------------------ |
| 2011 | Bu Son Olsun (feat. Dervişan)     | Dokuz Sekiz Müzik  | It'd Better be the Last Time   |
| 2012 | Resimdeki Gözyaşları              | Dokuz Sekiz Müzik  | Tears in the Picture           |
| 2016 | Bu Kadar Mı                       |                    | [Is it] this much              |
| 2018 | Zalim Sultan (with Doğukan Manço) | Emre Grafson Müzik | Cruel King                     |
| 2020 | Zahmet Olmazsa (feat. Sıla)       | Poll Production    | If You Don't Mind              |
| 2021 | Etme Eyleme                       | Avrupa Müzik       | Don't Take Action              |
| 2022 | Bal Gibi                          | Emre Altuğ         | Pure and Simple                |
| 2022 | Avut Beni                         | Emre Altuğ         | Console Me                     |
| 2023 | Sevenler Ayrılmaz                 | DMC                | Lovers Are Inseparable         |
| 2023 | Yanabilir Her Şeyi                | DMC                | Everything Can Burn            |
| 2023 | Seni Sevmek İçin Ölmek Mi Lazım   | DMC                | Do I Have to Die to Love You?  |
| 2024 | Ne Ala                            | DMC                | How Fantastic                  |
| 2024 | Tatildeyim                        | DMC                | I'm on Holiday                 |
| 2024 | Aşk Bence                         | DMC                | Love, in My Opinion            |

## Фільмографія

### Телесеріали
- 2001: Tatlı Hayat (Солодке життя): Башар Їлдирим
- 2003: Lise Defteri (High School Book): Genc
- 2005: Sensiz olmuyor (Без вас не працюватиму): Арда
- 2006: Хасрет (Туга) : Пойраз (міні-серіал)
- 2006: Гюльпаре: Аслан (міні-серіал)
- 2008: Mert ile Gert: Мерт
- 2010: Elde Var Hayat: Kenan Dağaşan
- 2014: Otel Divane: Fikri Divane
- 2019: Güldür Güldür Show: Казим
- 2021: Sihirli Annem: Садик
- 2021: Kırmızı Oda: доктор Барлас Залімоглу
- 2022 рік: Перелітний птах: Орхан Корхан

### Художні фільми
- 1999: Asansör (Elevator): Метін
- 2000: Ağaçlar Ayakta Ölür (Дерева гинуть з корінням): Іззет
- 2000: Halk Çocuğu: Ayhan Alpaylıoğulları
- 2002: Kolay Para: Eray
- 2004: Нередесін Фірузе (Де ти, Фірузе?): співак
- 2005: Balans ve Manevra (Рівновага та маневр): гостьова роль
- 2006: Asterix Vikinglere Karşı
- 2006: Єва Гіден Йол: 1914: Халіт
- 2007: Братц
- 2010: Sizi Seviyorum: Еркут
- 2018: Sevgili Komşum: Реджип
- 2019: Geniş Aile Komşu Kızı